# トヨタ・シエナ
シエナ（Sienna）は、日本の自動車メーカー、トヨタ自動車によりアメリカ合衆国において製造され、北米市場を中心に韓国・台湾市場にて販売されるミニバン型乗用車である。
特に米国市場ではサッカーマムを中心に人気が高く、海外専売車の中ではタンドラ 、タコマ、4ランナー、FJクルーザーと並ぶ人気車種となる。
2006年にGM製全輪駆動ミニバンが廃止された後、2021年式クライスラー・パシフィカが2020年に全輪駆動をオプション設定するまで、シエナは北米市場において全輪駆動を採用する同クラス唯一のミニバンであった。
シエナは右ハンドル仕様が設定されていないため、日本・オーストラリア市場では販売されていないが、日本国内には並行輸入の形で少数ながら存在する。

## 初代 XL10型（1997年 - 2003年）
1997年、プレビア（日本名エスティマ）を代替する後継車種として1998年モデルイヤーで北米市場に投入された。エンジンは最高出力197PS（145kW）、最大トルク209lb･ft（284Nm）の2,994cc V型6気筒1MZ-FE型を搭載。プレビアとは打って変わってオーソドックスな前輪駆動ミニバンとなり、XV20型カムリとプラットフォームを共有する。この事から「ミニバンのカムリ」とも呼称された。また当初は競合車種よりボディサイズが一回り小型であったが、衝突安全性と動力性能の改善を図っている。
グレードはCE、LE、XLEの3種類が用意された。LEとXLEは2列目にキャプテンシートが採用され、CEは2列目に2人掛けベンチシートが採用された。シートは必要に応じ折り畳みや取り外しも可能である。運転席側スライドドアとルーフラックはLEとXLEに標準装備されるが、CEはオプション設定。XLEはレザーシートとウッドトリムパッケージが用意された。燃費は市街地走行で16mpg-US（15L/100km、19mpg-imp）、高速走行で22mpg-US（11L/100km、26mpg-imp）とクラス最高を誇っていた。製造はケンタッキー州ジョージタウンにて行われる。
2000年、マイナーチェンジを実施し、2001年モデルイヤーとなる。フロントグリルとバンパーのデザインが変更され、テールランプもアンバー色からクリアレンズへ変更された。またセンターコンソールを刷新し、HVACシステムの使い勝手を向上させると共に、アクセサリースイッチ（リアベント、パワースライドドア、シートヒーター）の位置が変更された。エンジンは可変バルブタイミング機構のVVT-iを搭載し、最高出力213PS（157kW）、最大トルク220lb･ft（298N･m）を発揮。運転席側スライドドアは全車標準装備となったが、ルーフキャリアはCEにオプション設定された。
初代は、前席装着型サイドトルソーエアバッグやビークル・スタビリティ・コントロールなどと言った安全装備をオプション設定する、当時としては数少ないミニバンであり、安全性能の観点で話題となった。アンチロック・ブレーキ・システムも標準装備された。米国道路安全保険協会は、シエナを前面衝突試験の6項目全てで「Good」評価した。この評価は、プレビアを大きく上回る。
また、V型6気筒搭載のトヨタ車におけるエンジンオイルのスラッジによる集団訴訟の対象となった。排気ガスの油煙、オイル交換後の黒ずみ、オイルのガソリン臭、オイル消費量の多さ、エンジンの故障が指摘される。
| フロントドライバー       | ★★★★★ |
| フロントパッセンジャー   | ★★★★★ |
| サイドドライバー         | ★★★★☆ |
| サイドリアパッセンジャー | ★★★★★ |

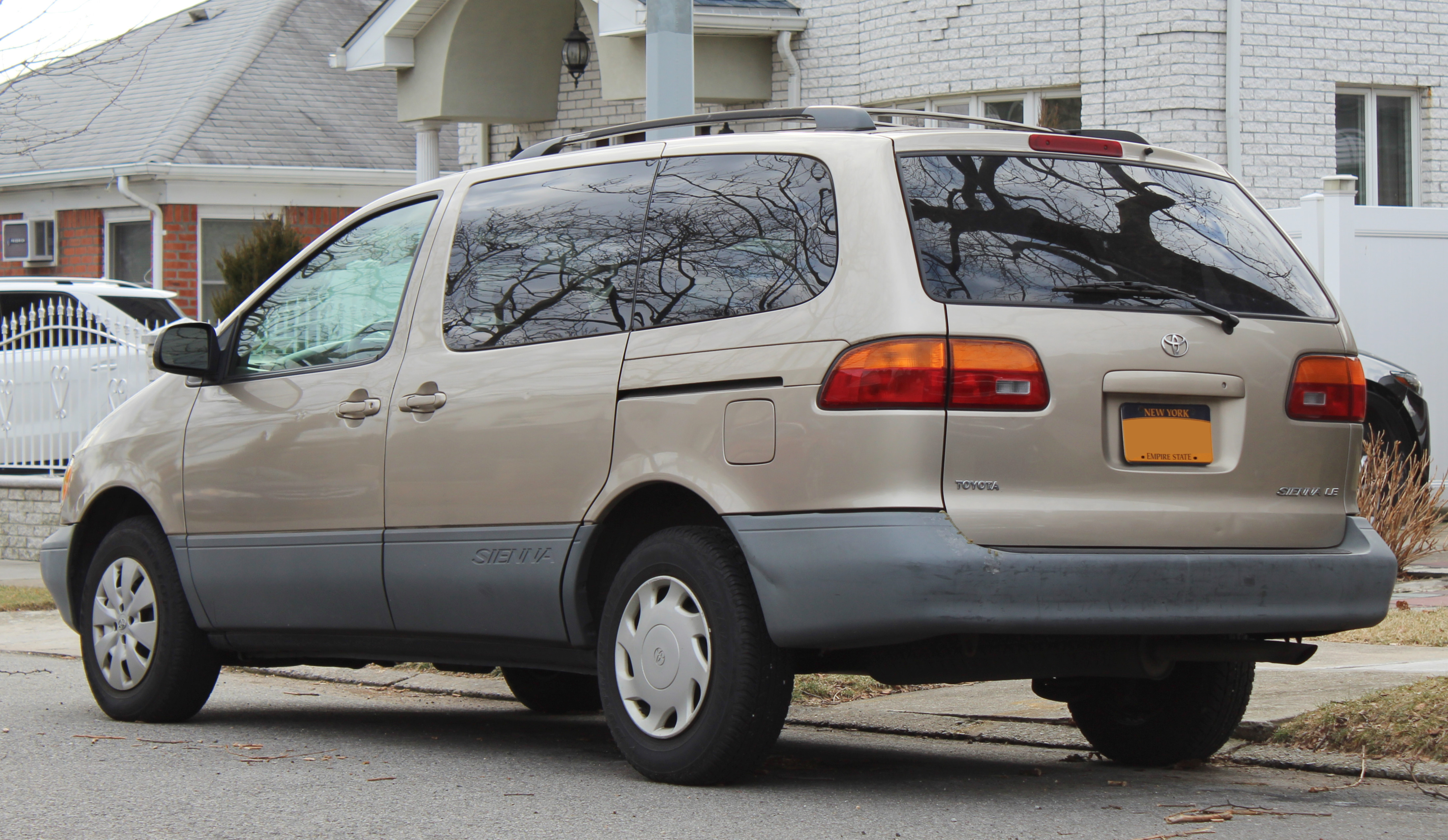
前期型LE 3.0L車（2000年式）
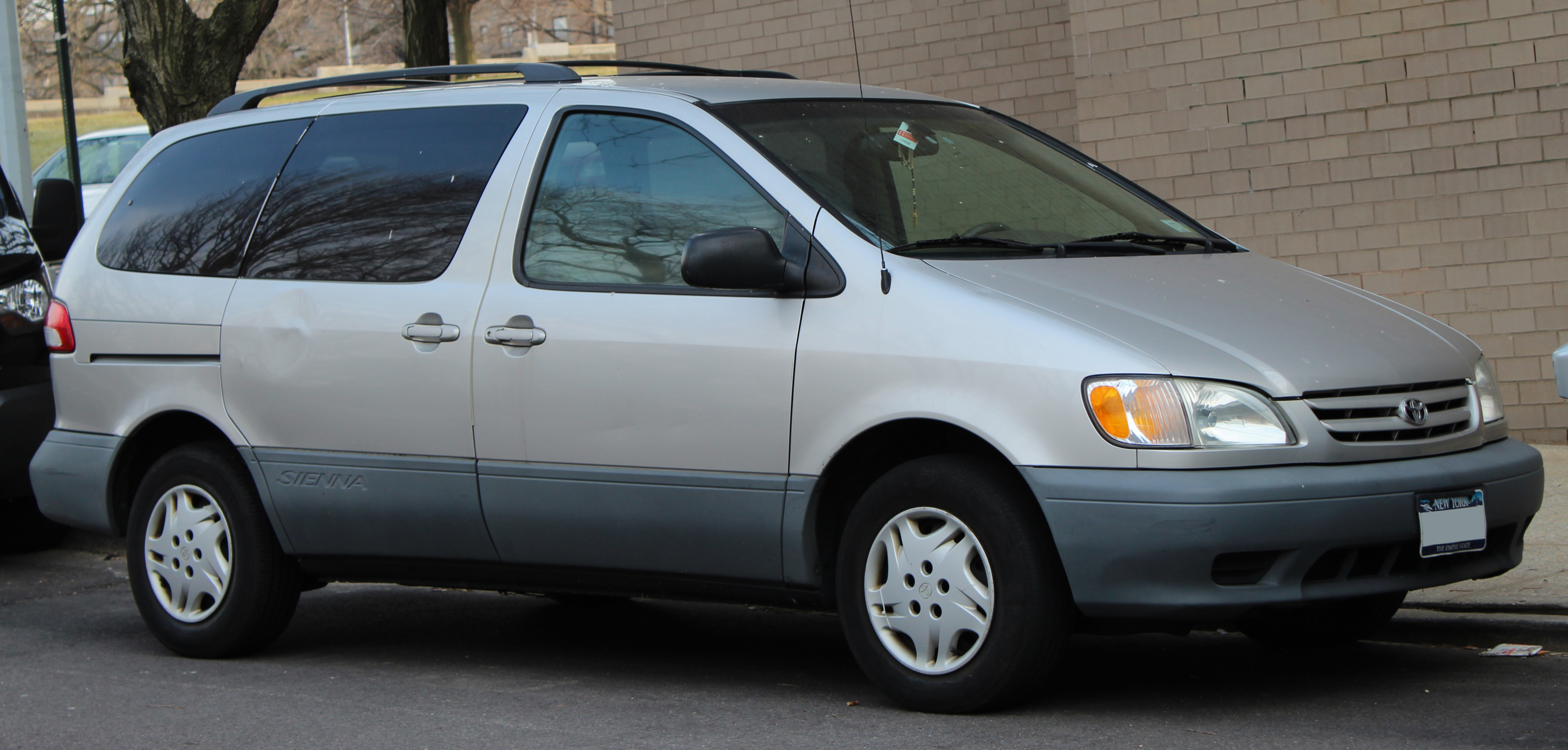
後期型LE（2001年式）
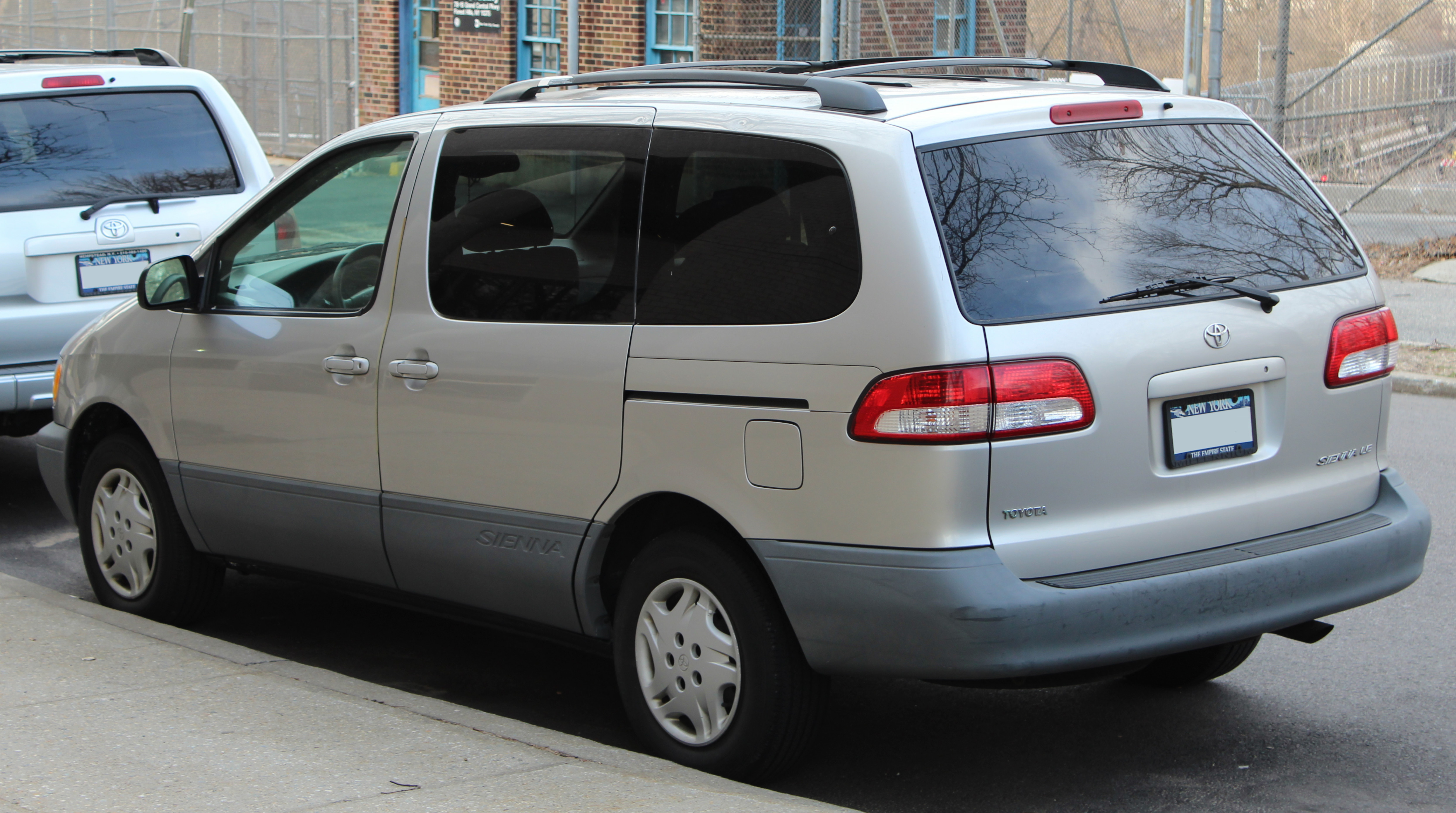
後期型LE（2001年式）
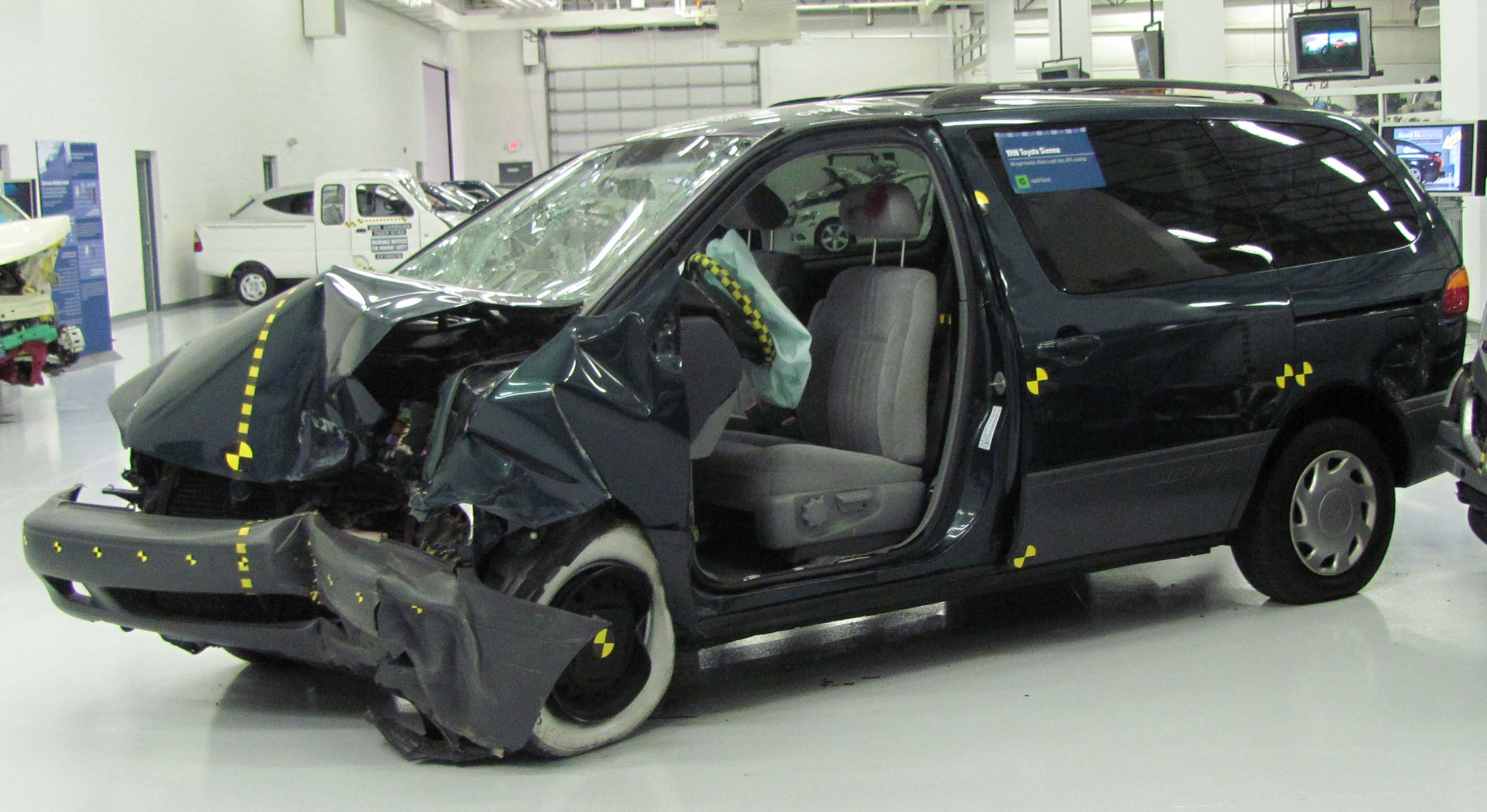
米国道路安全保険協会により衝突試験が実施された前期型LE（1998年式）

## 2代目 XL20型（2003年 - 2010年）
2003年1月6日、デトロイトにおいて開催された北米国際自動車ショーにて発表。製造はジョージタウン工場からトヨタ・モーター・マニュファクチャリング・インディアナへ変更となった。ボディサイズはさらに大型化した。
チーフエンジニアは初代を北米全土で53,000マイル（85,000km）に渡り走行させ、設計の欠点を探ったと言う。
初代からの変更点は、全体の容積が45％、荷室空間が39％拡大した。エンジンはULEV認証を取得した3.3L V型6気筒3MZ-FE型に、新開発の5速ATを組み合わせる。シフトレバーはステアリングコラムからセンターコンソールへ移動させ、ゲート式を採用した。8人乗りは下位グレードでオプション設定されており、3列目シートは折り畳み式で、合板や乾式壁などの1.2m×2.4mの資材を運搬可能である。
グレードはベースグレード、およびオプション設定の多い順にCE、LE、XLE、XLEリミテッド（後にリミテッドへ改称）。XLEリミテッドの最も大きな相違点は、後方ナンバープレート上部の水平クローム製バーである。CEはブラック色、LEとXLEはボディ同色であった。
標準装備される装備は、リモートキーレスエントリー、チルト＆テレスコピックステアリング・ホイール、フロントガラスとフロントウィンドウに採用される高太陽エネルギー吸収ガラス（HSEA）などが挙げられる。2004年から2007年モデルイヤーは、全車工場出荷時に牽引パッケージ（ヒッチとトレーラー配線は含まれない）と牽引容量3,500ポンド（1,600kg）を備える。
上級グレードにオプション設定される全輪駆動にはランフラットタイヤが採用される。全輪駆動は、エンジンパワーを前後50:50で配分された。
グレードに応じ、HIDキセノン・ヘッドランプ、ダイナミック・レーダー・クルーズ・コントロール、パーキングセンサー、運転席から同乗者を確認可能な凸型バックミラー、バックアップカメラ付音声作動式カー・ナビゲーション・システム（2004年、および2005年モデルイヤーは非音声作動式）、10スピーカーJBLカー・オーディオ、110Vコンセント2個付DVDリヤシートエンターテインメントシステムなどがオプション設定された。
当時としては最新のスタイリングにより、空気抵抗係数Cd=0.30を実現。EPA燃費はFFが市街地17mpg、高速23mpg。全輪駆動車は市街地16mpg、高速22mpg。最小回転半径は11.2m（37フィート）である。

### 安全性
アンチロック・ブレーキ・システム、ブレーキアシスト、電子制御ブレーキシステム、トラクションコントロールシステム、タイヤ空気圧モニタリングシステムを標準装備。サイドトルソーエアバッグとサイドカーテンエアバッグは、2004年、および2005年モデルイヤーのLEとXLEに標準装備、その他はオプション設定されていたが、2006年モデルイヤーから全車標準装備となる。ビークルスタビリティコントロールは、当初は下位グレードにオプション設定されていたが、2008年モデルイヤーでは標準装備となる。
IIHSは、前面オフセット衝突試験で、6項目全てで「Good」評価した。2006年モデルイヤー以降は全て「Good」評価、サイドエアバッグ非装備の2006年モデルイヤー以前は側面衝突試験で「Acceptable」評価した。
| フロントドライバー       | ★★★★★ |
| フロントパッセンジャー   | ★★★★★ |
| サイドドライバー         | ★★★★★ |
| サイドリアパッセンジャー | ★★★★★ |
| 2WDロールオーバー        | ★★★★☆ |

| フロントドライバー       |
| フロントパッセンジャー   |
| サイドドライバー         |
| サイドリアパッセンジャー |
| 2WDロールオーバー        |

### モデルイヤー毎の変更点

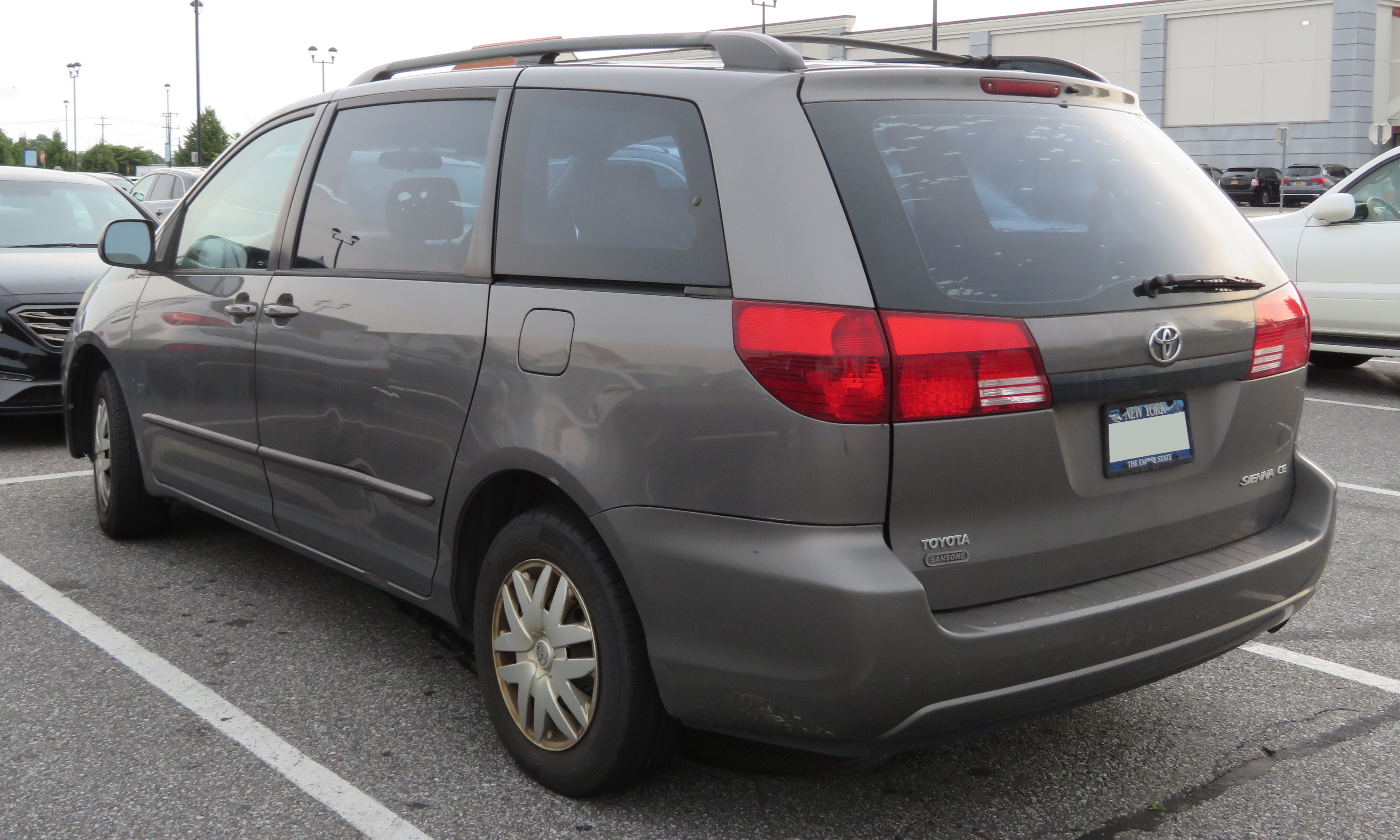
前期型CE
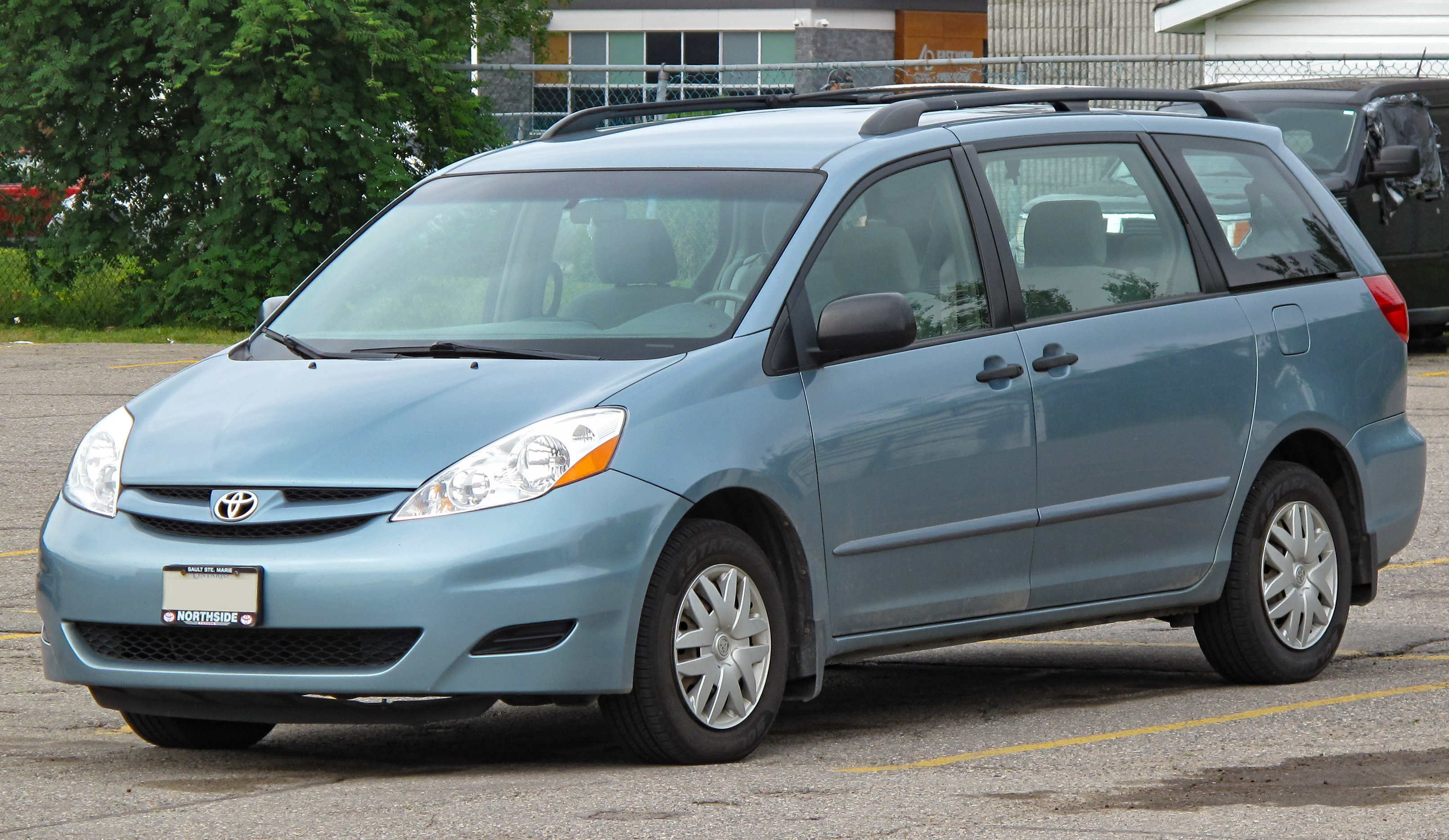
後期型CE（2008年式）
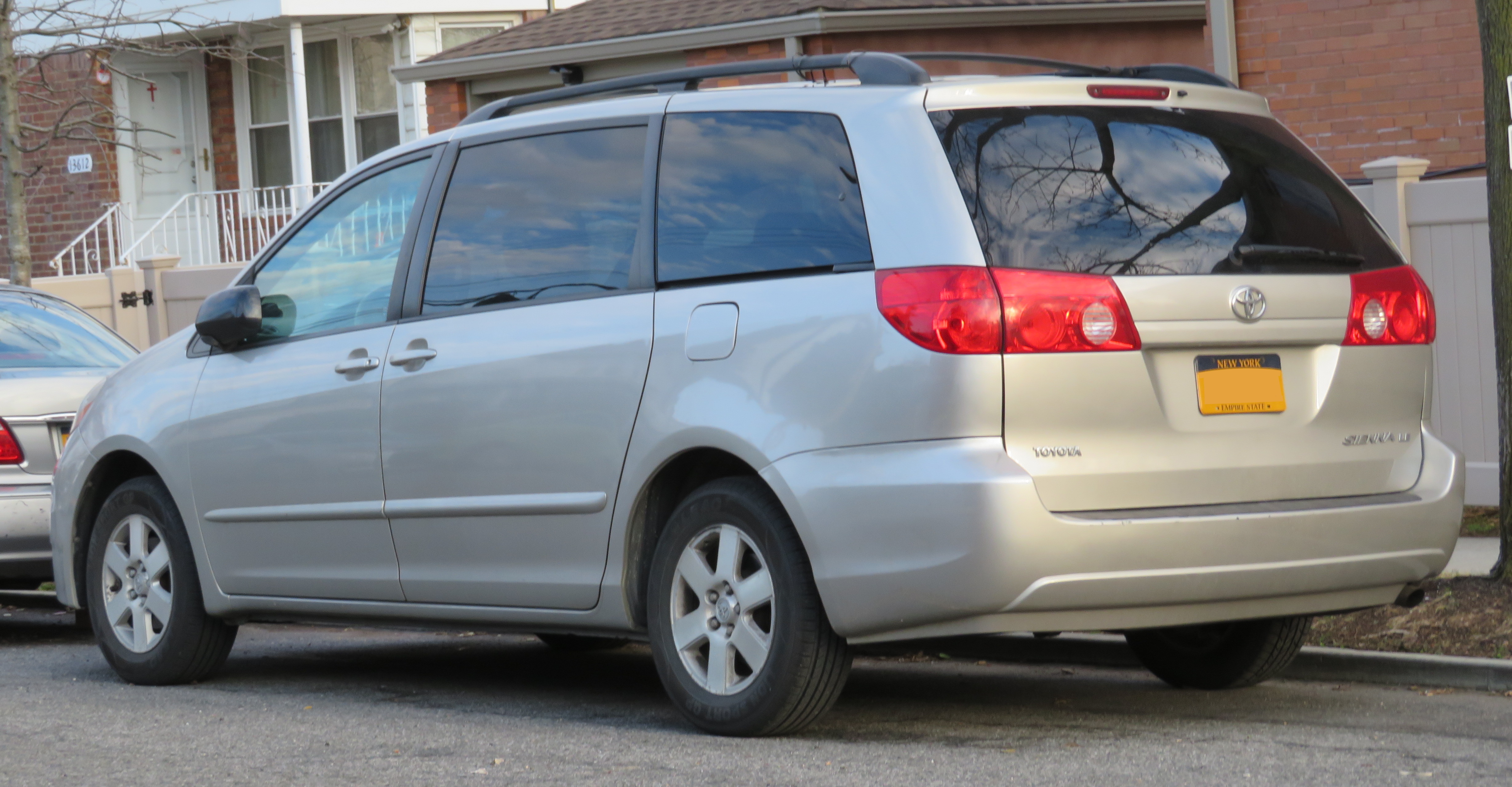
後期型LE

- 2006年モデルイヤー

フロントマスク、サイドモール、ヘッドランプ、テールランプのデザインを変更。LE、XLE、リミテッドにブルーバックライトの自発光式メーターを追加。XLEリミテッドのXLEが外れ、単にリミテッドとなり、運転席パワーシートとサイドミラー（XLEにもオプション設定）のメモリー機能、ガラス一体型LEDウインカー付電動格納式エクステリアサイドミラーなどの専用装備も追加された。その他、Bluetoothや3列目電動格納式シートもオプション設定された。前列サイドトルソーエアバッグと3列全席サイドカーテンエアバッグが全車標準装備となった。オプションの後席カー・オーディオシステムは廃止された。最高出力と最大トルクはSAEの新基準に合わせ、215PS（160kW）、222lb･ft（230PS（172kW））、242lb･ft（328N･m）からオクタン87へ変更された。
- 2007年モデルイヤー

3.3L V型6気筒3MZ-FE型を代替する、ULEV-II認証を取得した最高出力266PS（198kW）の3.5L V型6気筒2GR-FE型を搭載。燃費は前輪駆動車が17/23MPG、全輪駆動車が16/21MPG。従来のシエナが搭載するエンジンはタイミングベルト式であったが、メンテナンスの容易なタイミングチェーン式となった。タイヤ空気圧モニターが更新され、新たなデザインを採用する7本スポークアルミホイールはリミテッドと全輪駆動車専用となった。
- 2008年モデルイヤー

ビークルスタビリティコントロールを全グレードに標準装備。
- 2009年モデルイヤー

エクストラバリューパッケージを、競争力向上のため価格改定。その他の変更はほとんどなかった。カナダ市場では、ベース価格を最大1,500ドル引き下げた。また、トグルウィンドウスイッチに対する新規制に対応するため、パワーウィンドウスイッチを変更した。
- 2010年モデルイヤー

2代目の最終モデルイヤーとなる。なお変更点はなし。- 前期型CE
- 後期型CE（2008年式）
- 後期型LE

## 3代目 XL30型（2010年 - 2020年）
2010年2月に米国市場にて発売。3代目はシエナ史上初めて米国道路安全保険協会から「トップセーフティピック」を受賞した。
エンジンは269PSの3.5L・V6「2GR-FE」とヴェンザに搭載される189PSの2.7L・直4「1AR-FE」の2種で、ともに6ATと組み合わされる。駆動方式は両エンジンとも2WDとAWDから選択可能。サイズはさらに大きくなり、全長5,085mm、全幅1,986mm、全高1,750mm、ホイールベースは3,030mmとなっている。韓国・台湾でも発売されているが、台湾ではサイズがシエナと比較し小さいが、高級志向のアルファードと併売されている。
- 2010年2月 - 発売開始。
- 2011年11月 - 米韓自由貿易協定の一環として韓国トヨタを通じて韓国で発売を開始。北米市場以外での販売はモデル史上初となる。
- 2018年 - 後期型にマイナーチェンジ。

北米仕様

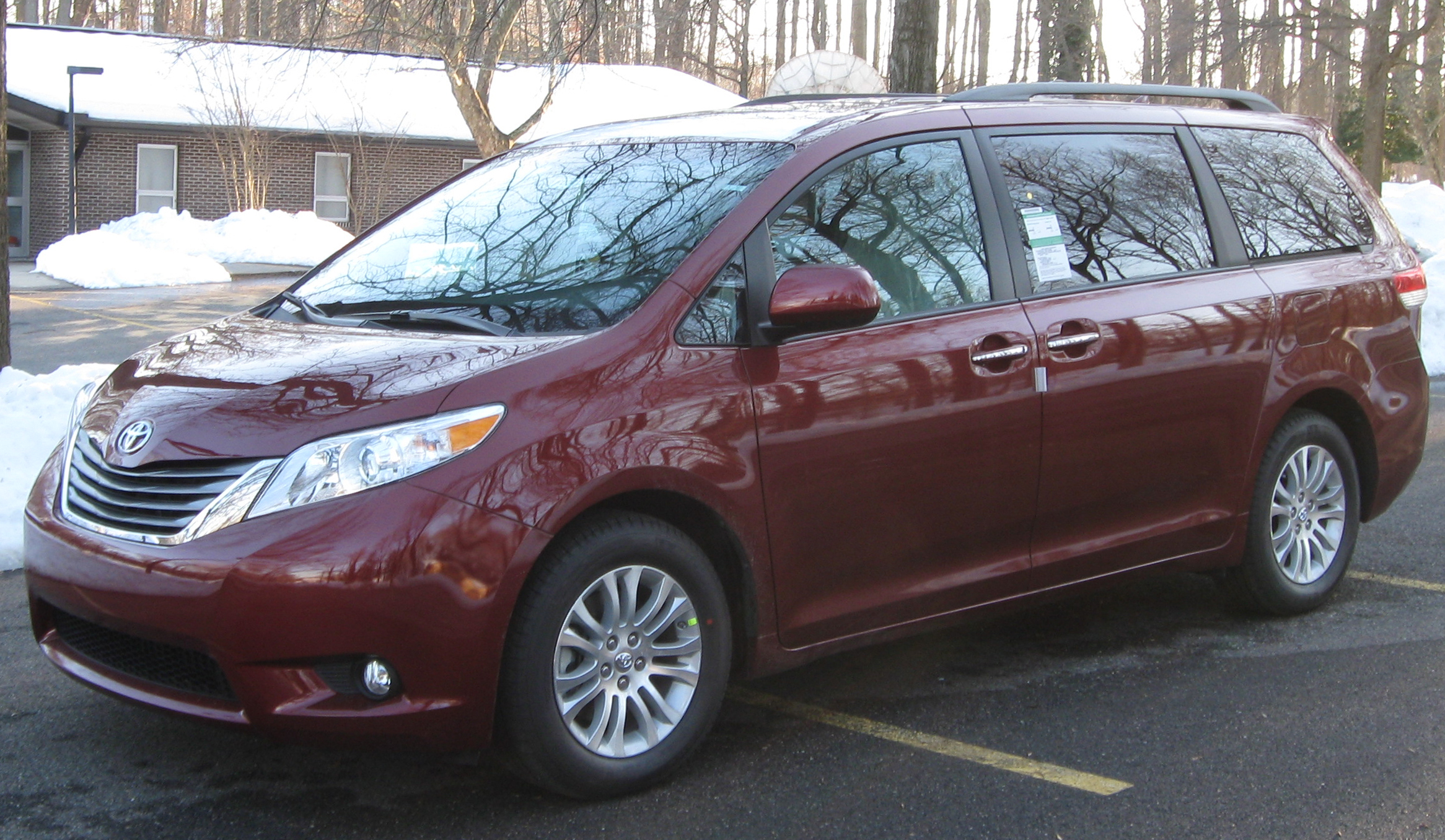
前期型 XLEグレード（フロント）
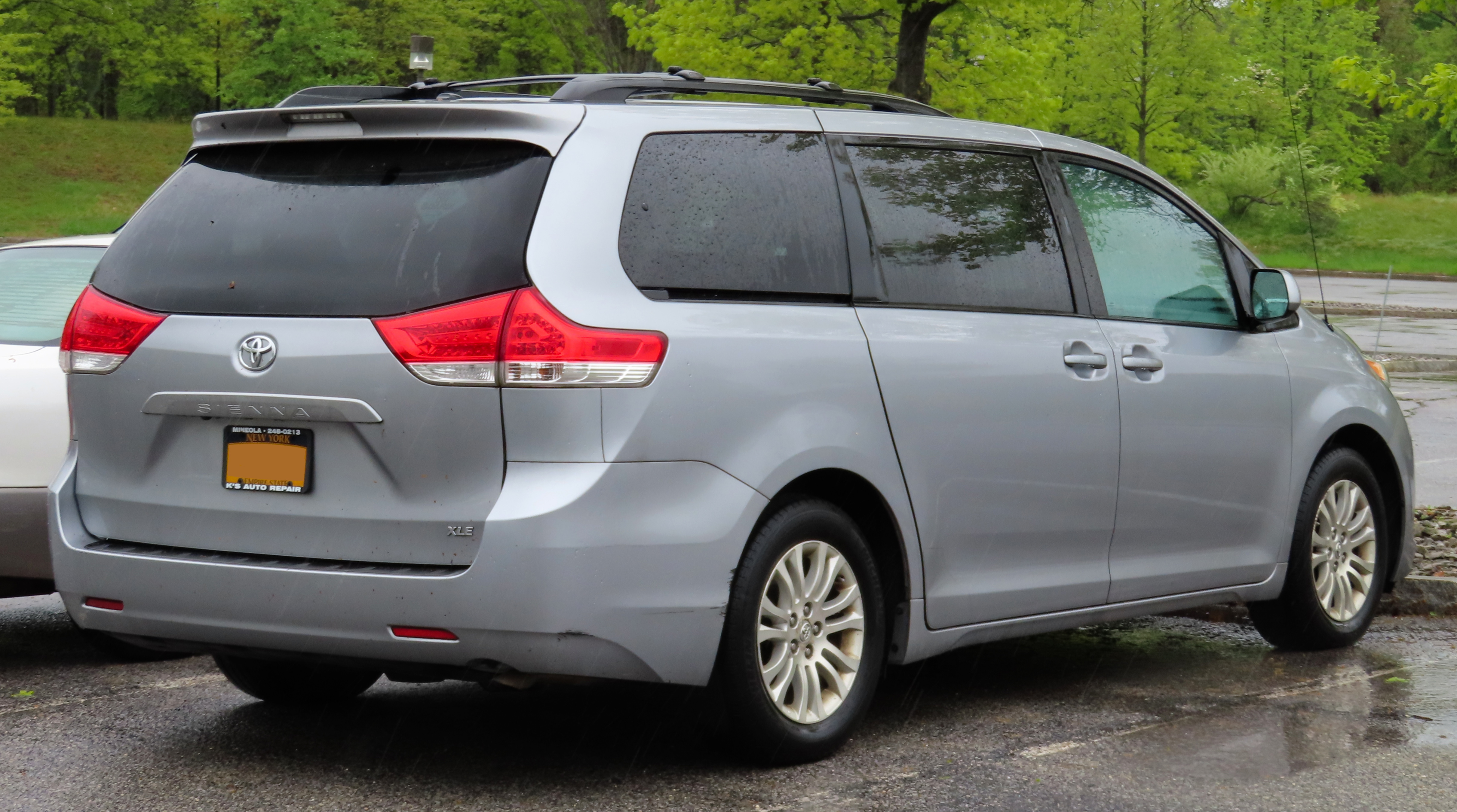
前期型 XLEグレード（リア）
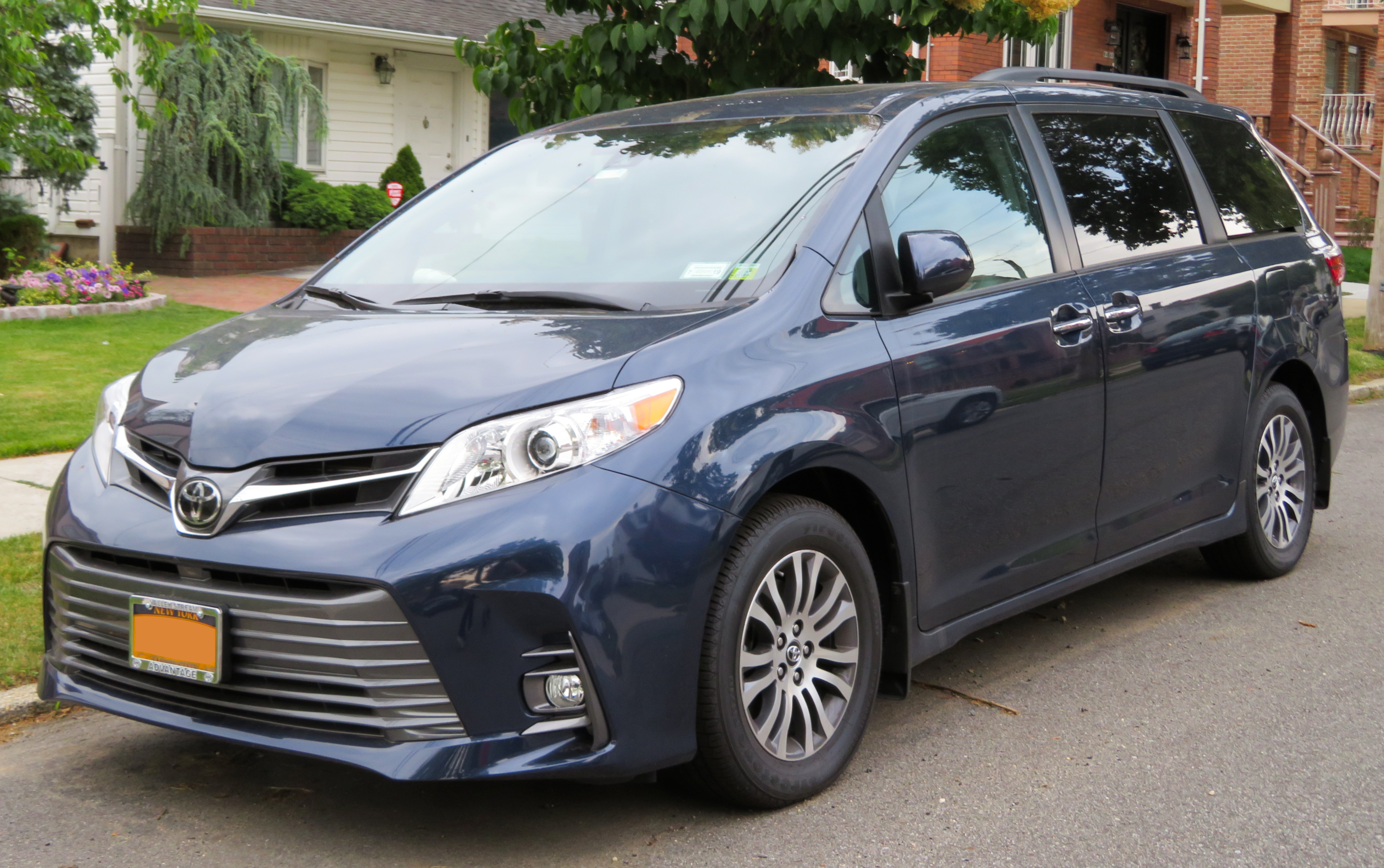
後期型 XLEグレード（フロント）
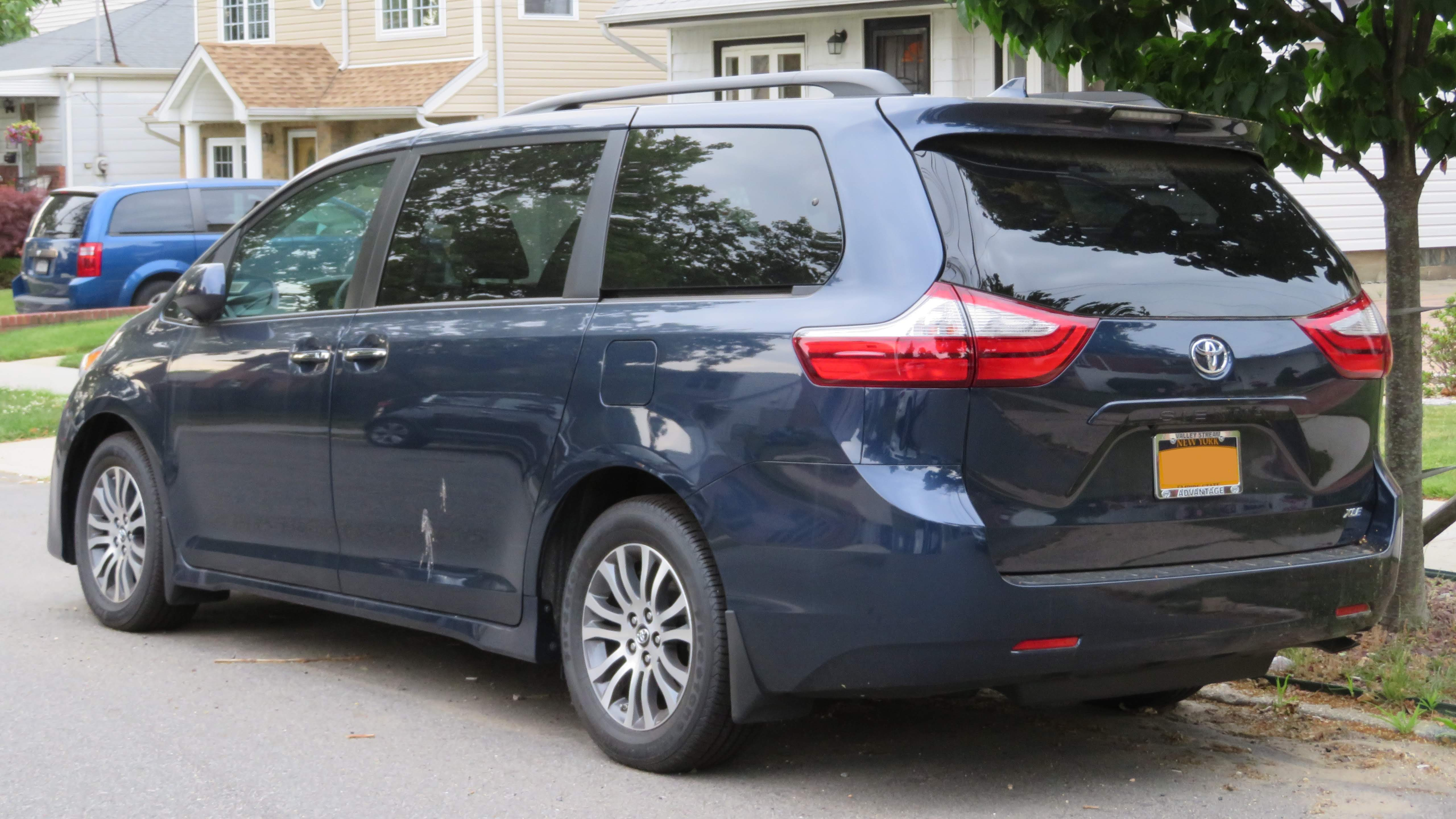
後期型 XLEグレード（リア）

中国仕様

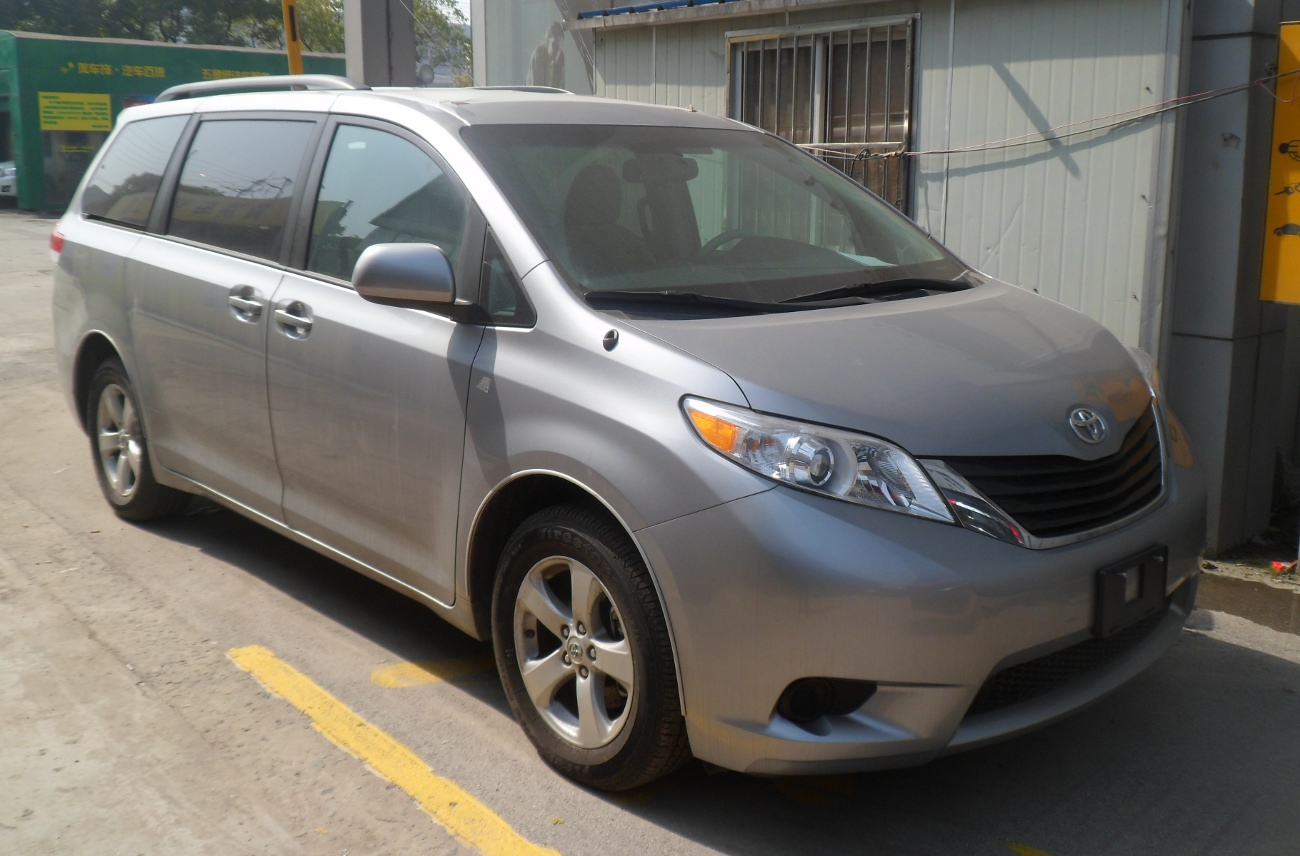
前期型 LEグレード（フロント）
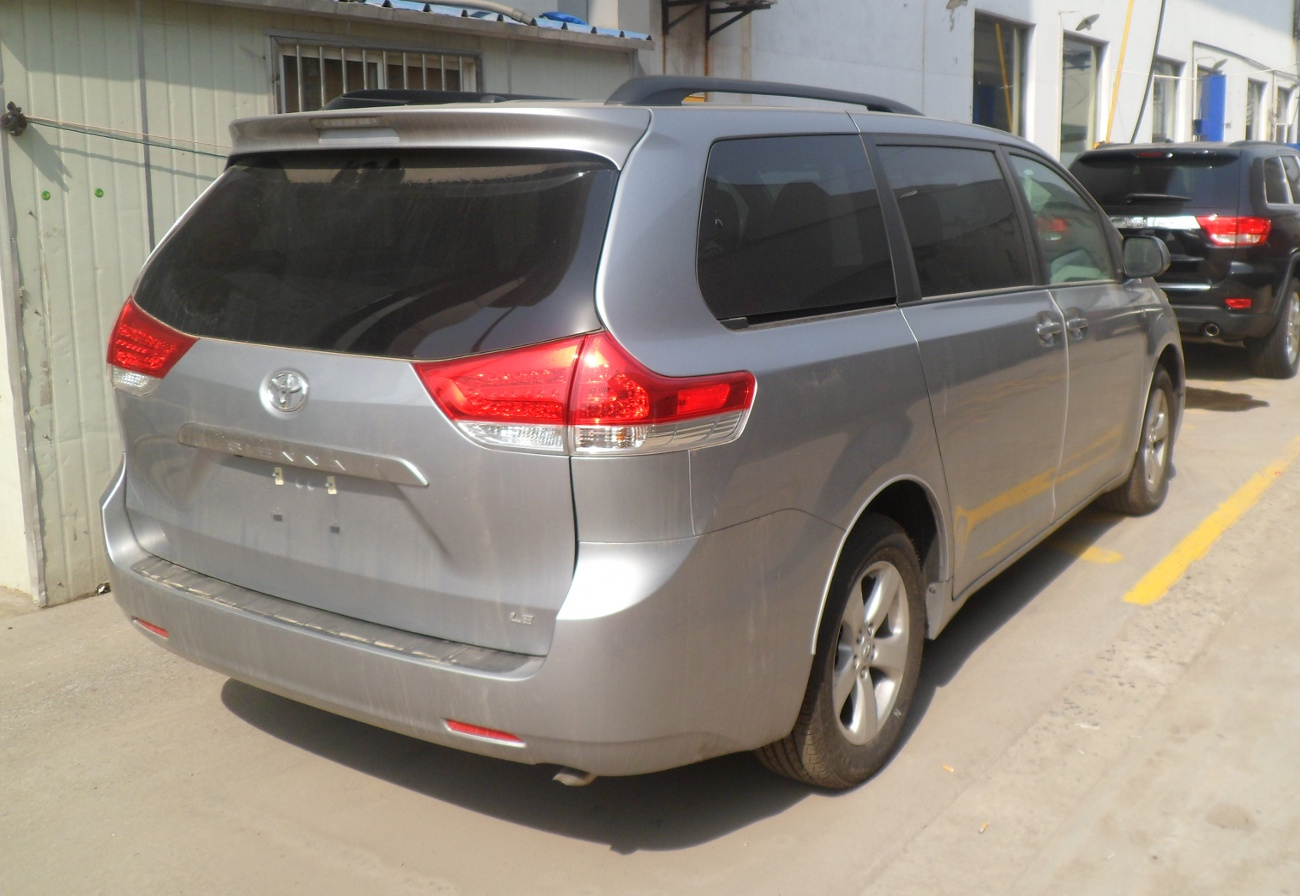
前期型 LEグレード（リア）

## 4代目 XL40型（2021年 - ）
2020年5月18日、北米トヨタが同社のヴェンザ（ハリアーの兄弟車）と同時にインターネットの動画で発表された。
エンジンラインナップは、2.5L直列4気筒のハイブリッド車のみとなり、2WDとAWDが選べる。今回のハイブリッドはシステム合計で243HPを発生させ、すべてのモデルで最大3500ポンドの牽引に対応。北米トヨタの測定値では燃費は33MPG（14km/L）と発表されている。
「スーパーロング・スライド」を謳う2列目キャプテンシートのスライド量は635mmという長さで、上位グレードにはオットマンを装備している。
7人乗りと8人乗りを用意するが、このスーパーロング・スライド機構は7人乗りのみに設定されている。
グレードは、最上位のPLATINUM、LIMITED、スポーツグレードのXSE、XLE、LEのラインナップとなっている。
プラットフォームはTNGA-Kプラットフォームを採用する。
中国市場においては、広汽トヨタ自動車により販売されるシエナの一汽トヨタ自動車製モデルには新たに「グランビア」の名が使用される事となった。また、これによりシエナ史上初めて米国外にて生産されるモデルとなった。

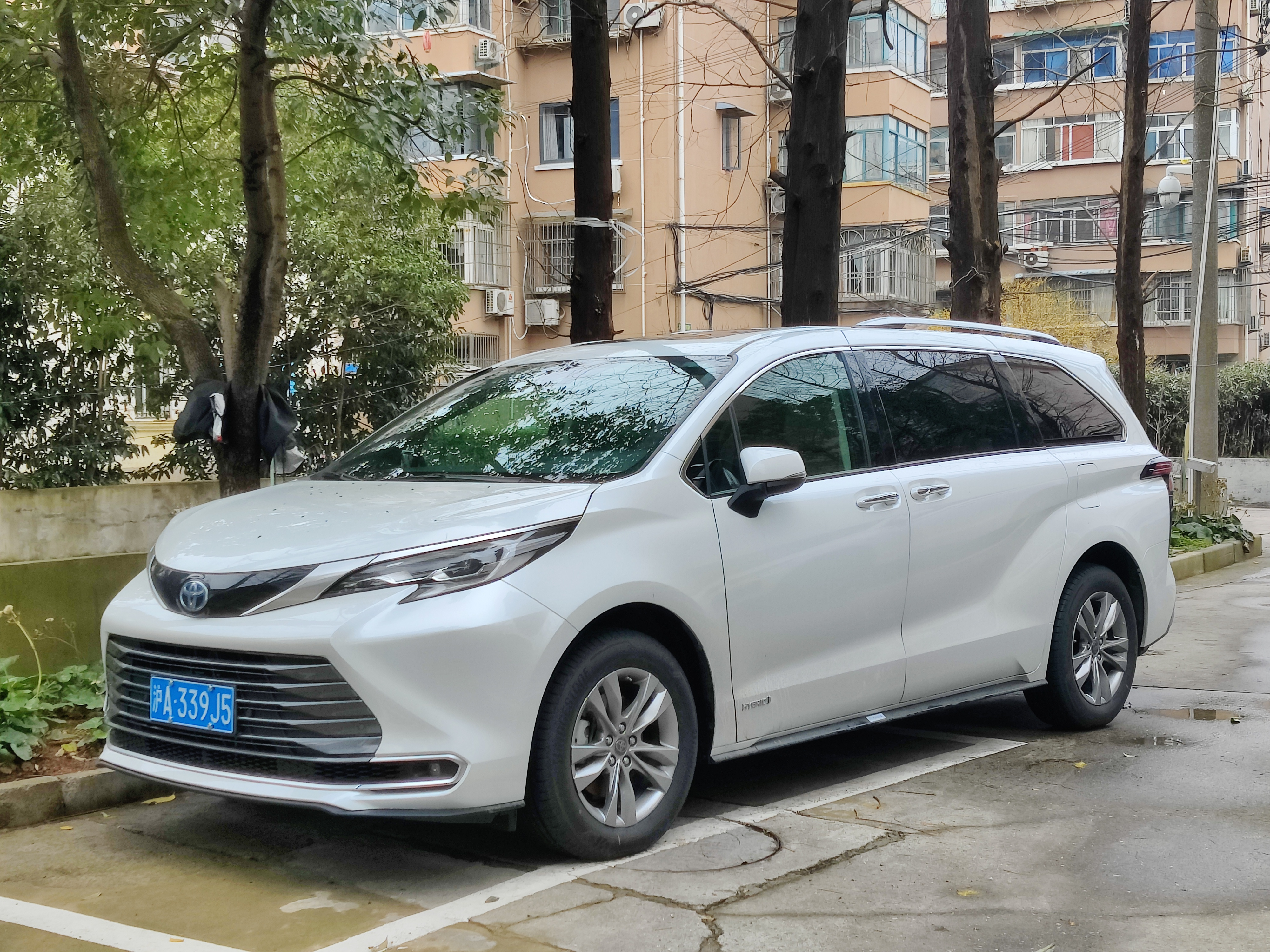
中国仕様（フロント）
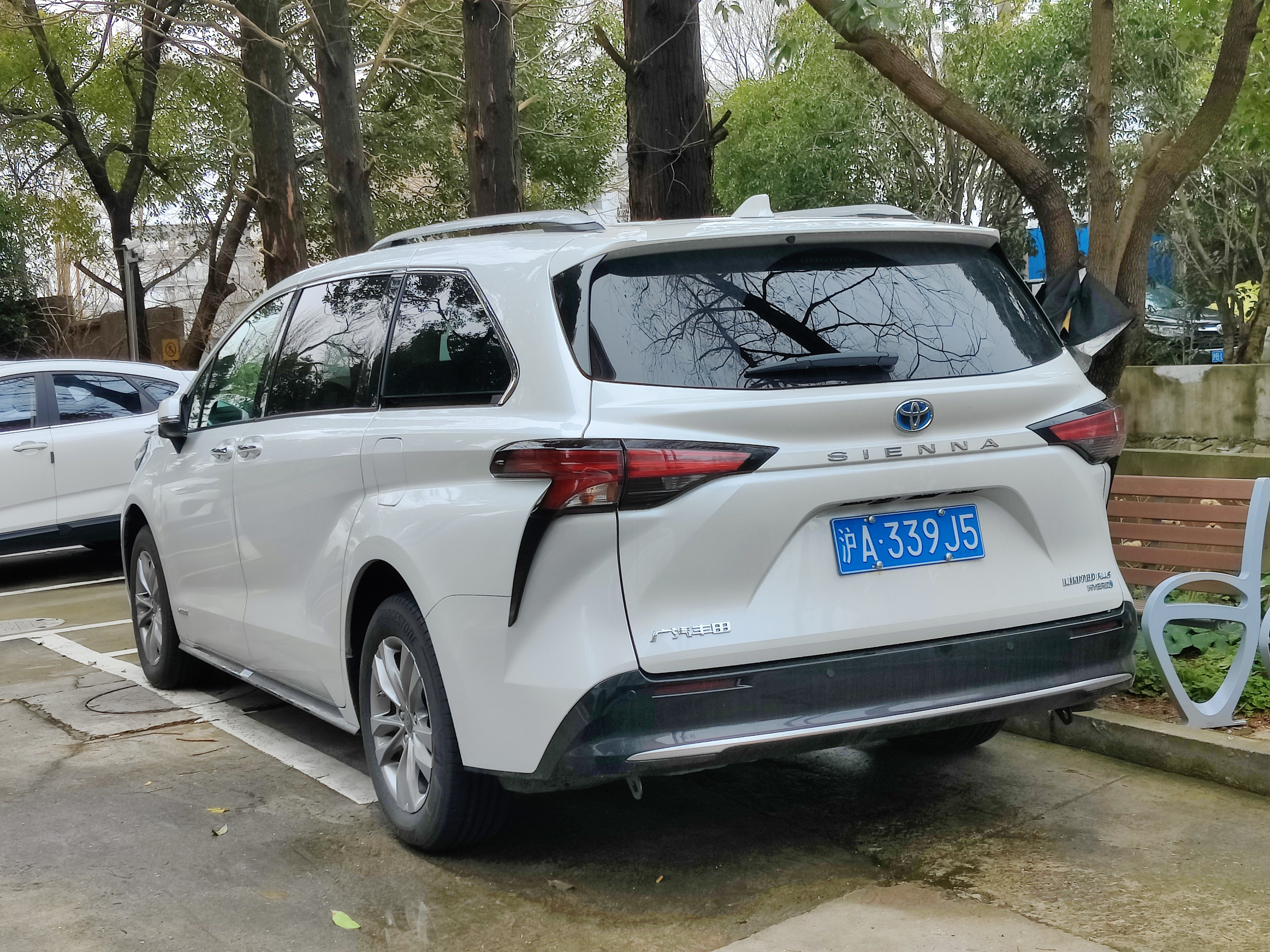
中国仕様（リア）

## 車名の由来
イタリアトスカーナ地方の都市「シエナ」に由来する。